# Pronous lancetilla
Espèce
Pronous lancetilla est une espèce d'araignées aranéomorphes de la famille des Araneidae.

## Distribution
Cette espèce est endémique du Honduras.

## Description
La femelle holotype mesure 4,4 mm.

## Étymologie
Son nom d'espèce lui a été donné en référence au lieu de sa découverte, Lancetilla.

## Publication originale
- Levi, 1995 : Orb-weaving spiders Actinosoma, Spilasma, Micrepeira, Pronous, and four new genera (Araneae: Araneidae). Bulletin of the Museum of Comparative Zoology, vol. 154, no 3, p. 153-213 (texte intégral).